# Campiglia dei Berici
Campiglia dei Berici é uma comuna italiana da região do Vêneto, província de Vicenza, com cerca de 1.741 habitantes. Estende-se por uma área de 10 km², tendo uma densidade populacional de 174 hab/km². Faz fronteira com Agugliaro, Albettone, Noventa Vicentina, Sossano.

## Demografia
| Variação demográfica do município entre 1861 e 2011                               |
|                                                                                   |
| Fonte: Istituto Nazionale di Statistica (ISTAT) - Elaboração gráfica da Wikipedia |